# Fehérnyakú barátpipra
A fehérnyakú barátpipra (Manacus candei) a madarak osztályának verébalakúak (Passeriformes) rendjébe és a piprafélék (Pipridae) családjába tartozó faj.

## Rendszerezése
A fajt Emile Parzudaki írta le 1841-ben, a Pipra nembe Pipra candei néven. Egyes rendszerbesorolások sorolták  Manacus manacus candei néven is.

## Előfordulása
Mexikó déli részén, valamint Belize, Costa Rica, Guatemala, Honduras és Panama területén honos. Természetes élőhelyei a szubtrópusi és trópusi síkvidéki esőerdők és cserjések, valamint ültetvények. Állandó, nem vonuló faj.

## Megjelenése
Testhossza 11-12 centiméter, tömege kb 18,5-21 gramm. Lábai narancssárga színűek, hasa világos sárga, fara olajbogyó-zöld színű.
|  |

## Életmódja
Kisebb gyümölcsökkel és rovarokkal táplálkozik.

## Szaporodása
A fészket a tojó készíti, mely csésze alakú és 1-3 méter magasságban található. Fészekalja 2 barna-fehér pettyes tojásból áll. A költési idő 18-21 nap. A fiókák nevelése és gondozása a tojóra hárul, mivel a hímmel nem alkotnak stabil párt.

## Természetvédelmi helyzete
Az elterjedési területe nagyon nagy, egyedszáma pedig stabil. A Természetvédelmi Világszövetség Vörös listáján nem fenyegetett fajként szerepel.

## Külső hivatkozások
- Képek az interneten a fajról
- Videó hímről
- Videó a tojóról
- Xeno-canto.org - a faj hangja és elterjedési területe